# Rumæniens historie
Rumæniens historie må siges at begynde, da kejser Trajan 101—06 undertvang Dacien mellem Donau og Karpaterne (landet syd for Donau var allerede under kejser Augustus lagt ind under Roms herredømme) og der efter bosatte romerske nybyggere i det nyvundne land; thi af disses blanding med den indfødte befolkning fremgik rumænerne. 271 opgav kejser Aurelian den fremskudte stilling og flyttede mange af nybyggerne hinsides Donau, og under folkevandringstiden og i den følgende tid indtil 10. århundrede oversvømmedes landet efterhånden af en række barbariske folkefærd, mens resten af nybyggerne tyede til bjergene, især til Karpaterne, senere også til Balkan og Pindus; herfra stammer de såkaldte zinzarer eller Kutso-Vlakher.

## Tidlige fyrstedømmer
Allerede i 9. århundrede dannedes der både i Transsylvanien og Valakiet rumænske fyrstendømmer, som dog snart kom under ungarsk herredømme, og 1186 blev Valakiet en del af det nye bulgarske rige, hvis herskere siges at have været af rumænsk byrd. På denne tid stod Moldau endnu helt under de fremmede folks herredømme. Imidlertid havde rumænerne i 11. århundrede antaget kristendommen i den græsk-katolske kirkes form, og de godtgjorde snart deres nationale overlegenhed ved at opsluge de fremmede folkefærd, som boede imellem dem.
I 13. århundrede dannedes i Valakiet et selvstændigt rige under valgte fyrster, og folket begyndte at kalde sig rumæner; men det kom snart i afhængighed af Ungarn. Midt i 14. århundrede afløstes det slaviske kirkesprog i gudstjenesten af det rumænske, og omtrent ved samme tid drog rumænere fra Transsylvanien ind i Moldau og gjorde sig til herrer her, samt grundlagde et eget rige.
En af Valakiets fyrster Mircea (1386—1418) udstrakte for en tid sit herredømme over de fleste rumænere, også de ungarske, men måtte selv bøje sig for tyrkerne, og 1460 sluttedes en såkaldt »kapitulation«, hvorved landet erkendte sultanen som overherre, lovede at udrede en årlig afgift og at lade sin valgte fyrste stadfæste af sultanen; derimod skulle det beholde sit indre selvstyre, og ingen tyrk måtte bosætte sig. 1511 måtte Moldau underkaste sig lignende vilkår, skønt den foregående fyrste, Stefan den Store (1456—1504) med held havde værget landets uafhængighed både mod ungarer og polakker, ja endog et par gange overvundet tyrkerne.
I slutningen af 16. århundrede lykkedes det for en kort tid Michael den Tapre i Valakiet (1593—1601) at gøre sig uafhængig (lod alle tyrkerne i landet dræbe) og at samle alle de rumænske lande under sig, samt opnåede at få sit arvelige herredømme godkendt af sultanen; men i den følgende tid vandt tyrkerne stedse større indflydelse, mest på grund af voldsomme indre stridigheder, og de valgte fyrster måtte i dyre domme købe stadfæstelse på deres myndighed (i tidsrummet 1653—85 havde Moldau ikke mindre end 12 fyrster). Efter tyrkernes nederlag over for den tysk-østrigske kejser måtte de 1699 afstå ikke alene det østlige Ungarn, men også Transsylvanien, der 1526—1690 havde været et eget fyrstendømme under tyrkisk overhøjhed, og 1718 fulgte det såkaldte Banat efter; således skiltes rumænerne i disse lande fra deres stammefrænder i Valakiet og Moldau. Da Peter den Store 1710 kom i krig med Tyrkiet, sluttede begge de rumænske fyrster sig til ham i håb om, at vinde uafhængighed eller dog frigørelse for sultanens herredømme; men de måtte bøde hårdt derfor, da krigen gik uheldig. Moldaus fyrste Kantemir måtte flygte til Rusland, mens Valakiets fyrste Brancovanu førtes til Konstantinopel og blev henrettet. Der efter tiltog sultanen sig ret til egenmægtig at indsætte »hospodarer« i de to lande, der kun styrede i få år og til dels toges ud af græske Fanariotslægter (dette var allerede begyndt 1659). Folket led herunder både åndeligt og materielt, de fremmede fyrster og deres græske slæng søgte at gøre sig herredømmet så indbringende som muligt, og bojarerne udsugede bønderne. Dog begyndte i 18. århundrede de første spirer til et selvstændigt åndsliv at vise sig, mest blandt rumænerne, som var indvandrede fra Ungarn eller boede her.
Den forbindelse, som 1710 var knyttet mellem rumænerne og Rusland, danner indledningen til den indblanding i de rumænske forhold, som Rusland tiltvang sig efter den heldige krig med Tyrkerne 1768—1774, nærmest som beskytter for sine trosfæller. Kort efter blev Bukovina, der hidtil havde hørt til Moldau, afstået til Østrig 1777. Under den nævnte krig var de rumænske lande første gang blevne besatte af russiske tropper; i de følgende 80 år gentoges dette 5 gange. At det havde været og siden vedblev at være Ruslands inderlige ønske at beholde dem, derom kan der ingen tvivl være. 1802 opnåede det at få tilsagn fra Tyrkiet om, at hospodarerne skulle vælges på 7 år og ikke kunne afsættes uden begge regeringers samtykke, og 1812 tvang det Tyrkiet til at afstå sig Bessarabien, der lige som Bukovina havde hørt til Moldau. Da den græske frihedskamp begyndte 1821, forsøgte Alexander Ypsilanti at fremkalde en rejsning i Valakiet; men her gav en ny national strømning sig til kende under ledelse af Theodor Vladimiresco, som ønskede at frigøre landet såvel for tyrkernes overherredømme som for grækernes indflydelse. Foreløbig slap man for den sidste, idet sultanen siden den tid kun tog indfødte rumænere til hospodarer. Derimod forstærkedes Ruslands magt i de to rumænske fyrstendømmer. Vist nok fastsloges ved Freden i Adrianopel 1829 disses indre selvstændighed, således at hospodarerne skulle vælges på livstid og af bojarforsamlingerne; men idet der tilstodes Ruslands kejser ret til at føre tilsyn hermed, blev han i virkeligheden deres overherre i stedet for eller sammen med sultanen, og det viste sig snart, at det ny herredømme kunne blive fuldt så trykkende som det gamle.
I 5 år (1829—34) styrede nemlig den russiske general Kisselev begge lande vistnok med stor dygtighed, men med fuldstændig enevælde og med det tydelig fremtrædende formål at forberede en fremtidig tilknytning. Dette medførte, at stemningen blandt rumænerne i den følgende tid vendte sig bort fra Rusland, som man hidtil havde holdt sig til for trosfællesskabets skyld, og at de begyndte at se hen til Frankrig som det største stammebeslægtede folk, hvorfor også mange unge mænd tyede dertil for at skaffe sig videre uddannelse og kendskab til vesteuropæisk kultur. Selvfølgelig følte Rusland sig skuffet ved, at det forventede bytte således var i færd med at slippe det af hænde, og lige som det 1834, uagtet løftet om at lade fyrsterne fremgå af folkevalg, traf aftale med Tyrkiet om at udnævne dem, således tog det 1842 ikke i betænkning, ligeledes i fællesskab med Tyrkiet, at afsætte fyrsten i Valakiet, Alexander Ghika, fordi han begunstigede den vågnende nationale stræben. I foråret 1848 udbrød, som eftervirkning af februarrevolutionen i Frankrig, en revolutionær bevægelse i begge fyrstendømmer med det dobbelte formål at indføre fri forfatninger og at bane vej for en fremtidig forening. Dette stred dog både mod Ruslands og Tyrkiets planer, og de enedes derfor lettelig om at skride ind derimod med våbenmagt. Bevægelsens hovedmænd måtte flygte til udlandet, og ved en aftale mellem »beskyttelsesmagterne« indskrænkedes fyrsternes myndighed til et tidsrum af 7 år, altså et nyt brud på det såkaldte »organiske statut« af 1834, der foreskrev livsvarighed. De fremmede tropper holdt landet besat endnu i 2 år. Men dermed brast også det bånd, der tidligere havde knyttet rumænerne til Rusland; de så, at dettes venskab var en fare, som alvorlig truede deres selvstændighed og folkelige udvikling. Da de russiske tropper 1853 på ny rykkede ind i landet ved den orientalske krigs begyndelse, modtoges de ikke som befriere, men som erobrere, og man så dem med glæde afløses 1854 af østrigske tropper, som forblev der indtil Fredsslutningen i Paris 1856.

## Moldau og Valakiet forenes
Ved denne fastsattes, at de to fyrstendømmer skulle have fuld indre selvstændighed, om end vedblivende under sultanens overhøjhed (»suverænitet«), og at de som værn for deres frihed skulle stilles under fælles beskyttelse af alle fem stormagter samt Sardinien og Tyrkiet. Et vist fællesskab skulle oprettes imellem dem — de fik også navnet »de forenede fyrstendømmer« — men hvert skulle have sin fyrste og landdag, kun med et fælles udvalg til at affatte fælleslove. Rumænerne, som havde ønsket en virkelig sammenslutning under en udenlandsk fyrste, var dog ikke tilfredse hermed, og da fyrstevalget skulle foretages, søgte de at sætte deres vilje igennem på den måde, at Alexander Ioan Cusa, som 17. januar 1859 var valgt til livsvarig fyrste i Moldau, 5. februar tillige valgtes i Valakiet. Nærmest ved Frankrigs støtte opnåedes det, at dobbeltvalget, der utvivlsomt var i modstrid med de givne forudsætninger, 6. september stadfæstedes af sultanen, dog kun for denne, ene gang. Hermed var imidlertid et grundlag vundet, hvorpå der kunne bygges videre. Allerede december 1861 fik fyrsten sultanens samtykke til at oprette et fælles ministerium og en fælles landdag med sæde i Bukarest, og landenes forening var således i virkeligheden fuldbyrdet, om end ikke formelig godkendt. 1863 besluttedes inddragelse af alle klostergodser (omtrent 1/8 af landets hele jord), et alvorligt slag imod de græske munke, og skønt både Rusland og Tyrkiet gjorde indsigelse herimod af hensyn til patriarken i Konstantinopel, tvang rumænerne deres vilje igennem, takket være en betænkning af de andre magters repræsentanter, som gik ud på, at klostrenes indtægter fortrinsvis burde komme landet selv til gode. Senere bevilgedes et vederlag til patriarken, de hellige steder i Jerusalem og klostrene på Athos, der hidtil havde nydt godt af klostrenes overskud; men den græske forvaltning af disse godser hørte aldeles op.

## Den rumænske stat skabes
Fortsatte stridigheder mellem fyrsten og landdagens konservative flertal, især om bøndernes frigørelse, endte med et statskup 14. maj 1864, hvorved forfatningen helt omdannedes. Fyrstens magt udvidedes, 2 kamre indrettedes, samt et statsråd efter fransk mønster, og valgretten blev mere udstrakt. Denne omvæltning, hvis hovedmand den frisindede førsteminister Cogalniceano var, stadfæstedes ved almindelig folkeafstemning (med 713.000 stemmer imod 57.000) og efterfulgtes af en række indgribende reformer i forvaltning og retspleje, som først oktrojeredes af regeringen, men senere billigedes af de ny kamre. Endvidere udstedtes nye civil- og straffelovbøger, ligeledes efter franske forbilleder, samt bøndernes frigørelse (hoveriet afskaffedes), og 407.000 familier fik deres jorder til selvejendom mod et vederlag til godsejerne af 107 mio. lei, som afdroges i løbet af de følgende 16 år. Med sultanens stadfæstelse 28. juni fulgte endda ret for fyrsten til at ændre forfatningen i forbindelse med landdagen alene, uden sultanens samtykke, altså landets fuldstændige autonomi, og nu optoges navnet »Rumænien« for at betegne de to fyrstendømmers endelige forening. 28. maj 1865 udkom en vigtig lov om bispernes udnævnelse, og 13. december samme år kom en særskilt rumænsk synode i stand, hvorved den rumænske kirkes uafhængighed af den græske patriark var fuldbyrdet. Også indførtes 1865 den gregorianske kalender, og både borgerligt ægteskab og almindelig skolepligt kundgjordes. Det var således meget væsentlige fremskridt, der var vundne under fyrst Alexanders 7 års styrelse.
Men de mange pludselige og kun slet forberedte forandringer havde fremkaldt megen forvirring i landet, alvorlige finansforlegenheder kom til, og megen misnøje opstod ved fyrstens ødselhed og vilkårlighed. En sammensværgelse kom til udbrud, og 23. februar 1866 blev fyrsten taget til fange i sit slot og tvunget til at frasige sig regeringen. Man tilbød først denne til greven af Flandern, men han sagde nej, og nu valgte folket 20. april med 686.000 stemmer prins Karl af Hohenzollern til arvelig fyrste under navnet Carol I. I forklædning rejste prinsen gennem Østrig, kom 20. maj til Rumænien og holdt 2 dage senere sit højtidelige indtog i sin ny hovedstad Bukarest, hvor efter forfatningen underkastedes et gennemsyn 12. juli. Derimod varede det 5 måneder, inden sultanen (24. oktober) gav efter, stadfæstede fyrstevalget og indrømmede arveligheden. Stormagternes billigelse fulgte snart efter (januar 1867). De første år af den nye fyrstes regering var temmelig urolige på grund af voldsomme partikampe og særlig det radikale partis hensynsløse agitation. Også forefaldt gentagne grusomme jødeforfølgelser, uden at regeringen skred ind derimod; ja den syntes snarere at begunstige dem for at tilfredsstille folkets fordomme.
1867 vedtoges det franske møntsystem samt metrisk mål og vægt, altså en ny tilnærmelse til Vesteuropa, og 1868 omdannedes hæren efter preussisk mønster med treårig tjenestetid; senere fulgte både landeværn og landstorm. 1868 vedtoges ligeledes bygning af flere jernbaner, og de forviklinger, som derved fremkaldtes med det tyske baneselskab under Strousberg, løstes 1872 på en tilfredsstillende måde; 1880 tilkøbte staten sig disse baner. Under og efter den fransk-tyske krig 1870—71 gik de politiske bølger særlig højt. Det radikale parti ønskede, at Rumænien skulle tage parti for Frankrig, og da tyskerne i Bukarest marts 1871 holdt fest for deres landsmænds sejre, rettedes voldsomme gadetumulter imod dem; ja der tilsigtedes ligefrem et angreb på fyrsten selv. Denne følte sig til sidst så misfornøjet med forholdene, at han truede med at trække sig tilbage, da han intet kunne udrette til folkets vel og trivsel. Stormagterne frarådede ham dog indtrængende at gøre et sådant skridt, og det lykkedes et nyt konservativt ministerium Catargiu at tilvejebringe ro og fasthed. Det holdt sig ved magten i 5 år, og udvirkede både middelbare valg til kamrene og regeringens myndighed til at afsætte borgmestrene. 1874 vedtoges en ny kirkeforfatning, hvorved den rumænske kirke i lighed med den græske udløstes fra al afhængighed af patriarken i Konstantinopel, dog med vedligeholdelse af den dogmatiske enhed; først 1885 lykkedes det at opnå patriarkens samtykke hertil. Udadtil hævdedes landets selvstændighed ved afslutning af handelspagter både med Østrig og Rusland 1875—1876 til trods for sultanens indsigelse, og da denne 1873 ville tilstille fyrsten en skrivelse, som om han var en almindelig tyrkisk pasha, blev dette overgreb kraftig afvist. Som et modtræk herimod knyttedes et nøje forbund med Serbien, og fyrst Milan blev ved et besøg i Bukarest 1874 modtagen med særlig pomp.
April 1876 kom den radikale Joan Bratiano til magten og holdt sig i 12 år, mens de andre ministre efterhånden skiftede. Under dette ministerium gennemførtes Rumæniens fuldstændige løsning fra Tyrkiet og dets ophøjelse til en suveræn stat med titel af kongerige. Da Rusland april 1877 var på vej til krig imod Tyrkiet, sluttede den rumænske regering en aftale med det om at tillade dets tropper at drage igennem landet, og da Tyrkiet nu erklærede krig, svaredes der med en kundgørelse af Rumæniens uafhængighed (21. maj). Rusland, som ikke billigede dette skridt, ville i førstningen holde Rumænien uden for kampen; men tyrkernes kraftige forsvar af Plevna nødte det til at søge fyrst Carols hjælp og give ham ledelsen af angrebet. Det skyldtes nærmest hans dygtighed og de rumænske troppers tapperhed, at Plevna måtte overgive sig; ligeledes, gjorde de god tjeneste i den følgende del af krigen. Ikke desto mindre holdt Rusland 1878 Rumænien uden for fredsunderhandlingerne — lige som Napoleon 3. 1859 havde gjort med Victor Emmanuel — og det krævede siden at få den landstrimmel af Bessarabien nord for Donau, som det havde måttet afstå 1856, tilbage fra Rumænien, og nødte det til at tage Dobrudzha hinsides Donau som vederlag. Rumænien, der fandt sig krænket og brøstholden ved denne afgørelse, stred imod så kraftigt som muligt, men måtte til sidst falde til føje, da de andre stormagter ikke ville støtte det; dog fjernede det sig for fremtiden afgjort fra Rusland. Kongressen i Berlin godkendte Rumæniens uafhængighed, og 26. marts 1881 vedtog begge landets kamre dets ophøjelse til et kongerige, hvor efter fyrsten 22. maj (15. årsdagen for hans indtog) blev kronet.
1882 vedtoges en lov til forbedring af bøndernes stilling, og 1884 et gennemsyn af forfatningen med væsentlig udvidelse af valgretten til begge kamre. Mens Rumænien 1881 stærkt hævdede sin selvstændighed over for Østrig i spørgsmålet om Donau-kommissionens ordning, og ligeledes 1886 ved fastsættelse af sin toldtarif, nærmede det sig allerede 1883 Tyskland og knyttede sig 1885 nær til de mellemeuropæiske stormagters politik. I sammenhæng hermed fortsattes arbejdet for at udvikle landets stridskræfter, og en omfattende befæstning af hovedstaden vedtoges. Da nogle flygtede bulgarske officerer på rumænsk grund spandt rænker mod deres eget land i russisk interesse, lod regeringen dem udvise, hvad der vakte misstemning hos det konservative russisksindede parti, endog imod kongen. April 1888 fratrådte Bratiano efter 12 års styrelse, og nu gled magten over først til et liberalt konservativt under L. Catargiu, men kongen holdt fast ved den hidtil fulgte udenrigspolitik og ved hovedstadens befæstning, og han var stærk nok til at sætte sin vilje igennem. Han indtog nemlig i sit rige omtrent samme ledende og personlig myndige stilling som kong Georg i Grækenland, uagtet han lige som denne nøje overholdt den parlamentariske statsskik.
Derfor fulgte i den følgende tid både mere konservative førsteministre, således Carp (juli 1900—februar 1901) og mere liberale som Demeter Sturdza (oktober 1895—december 1896, april 1897—april 1899 og februar 1901—december 1904). 1889 indførtes guldmøntfod, og vigtige handelspagter sluttedes blandt andet med Frankrig 1890 og med Tyskland og Østrig-Ungarn 1894. Store offentlige arbejder fuldførtes, således en skibsfartskanal ved Sulina 1894, en bro over Donau ved Cernavoda 1895 og en havn ved Constanza ved Sortehavet. Til videre udvikling af en selvejende bondestand udstykkedes store dele af statsjorderne i mindre lodder. Derimod skæmmedes Rumæniens nyvundne uafhængighed ved den undertrykkelse af jøderne, som fandt sted med dybtgående indskrænkninger i deres opholds- og næringsfrihed og den udelukkelse fra indfødsret stik imod det løfte, som var givet stormagterne til gengæld for deres godkendelse 1878. Det gjordes nemlig gældende, at de var udlændinge, der havde sneget sig ind i landet, skønt hovedmængden stammede fra mænd, som havde taget ophold i landet for flere hundrede år siden. Uviljen gik endog så vidt, at man udelukkede de jøder, der som soldater havde kæmpet for Rumæniens uafhængighed eller på anden måde gjort landet store tjenester, således sprogforskeren Gaster, den bedste kender af Rumæniens ældre sprog, som drog til England og blev overrabbiner i London. Ejendommeligt var det, at jødeforfølgelsen fortrinsvis fandt sted under liberale ministerier, der fuldt ud sluttede sig til almuens fordomme. Som naturlig følge foregik en stærk udvandring af jøder fortrinsvis til Nordamerika.
Da kongens ægteskab forblev barnløst, kåredes hans brodersøn Ferdinand til tronfølger, hvorefter han 1886 tog ophold i Rumænien.
Det liberale kabinet Sturdza indgav sin demission december 1904, da flere medlemmer af kabinettet var komne i uoverensstemmelse med det liberale parti. Cantacuzenu dannede januar 1905 et konservativt kabinet, der lod kammeret opløse og fik stort flertal ved nyvalgene. De altid urolige forhold i Makedonien gav anledning til en diplomatisk konflikt med Grækenland. Græske bander var gået over den tyrkiske grænse og havde begået overgreb over for nogle makedoniske rumænere. Den rumænske regering gjorde i den anledning forestillinger i Athen og støttedes heri af stormagterne; men da forestillingerne ikke frugtede, afbrød Rumænien september 1905 den diplomatiske forbindelse, og fra begge sider blev der mu truffet foranstaltninger, der vanskeliggjorde handelssamkvemmet mellem de to stater. Først 1911 blev det normale forhold genoprettet. Handelstraktater var blevne af sluttede 1904 med Tyskland og Schweiz, 1906 med Italien.

## Indre uroligheder
Indre vanskeligheder fremkaldtes ved landboforholdene og jødespørgsmålet. Regeringen havde forsøgt at fremhjælpe dannelsen af små husmandslodder, men med forholdsvis ringe resultat. De fleste bønder havde kun jord i forpagtning og fik med deres forældede redskaber og dyrkningsmåde kun ringe udbytte, hvorfor deres stilling i det hele ikke var stort bedre end under livegenskabet. Jøderne, hvem loven forbød at eje jord, optrådte som storforpagtere, der igen bortforpagtede jorden i smålodder. Herved forbandt jødehadet sig med forbitrelsen mod storgodsejerne, og regeringen viste stadig en vis slaphed over for den antisemitiske propaganda. Marts 1907 brød da en bondeopstand løs først i Moldau, siden også i Valakiet. Militær måtte anvendes mod de ophidsede bondeskarer, som afbrændte og plyndrede godser og gårde og begik allehånde udskejelser. 24. marts demissionerede kabinettet Cantacuzenu, og der dannedes et liberalt kabinet under Sturdza, hvem de konservative tilsagde deres støtte. Mens urolighederne dæmpedes med militærmagt, vedtog kamrene enstemmig flere lovforslag om en reform af grundskatten for de små jordbrugere og om ophævelse af en række afgifter. Nogle embedsmænd, der havde vovet sig for langt ud i antisemitisk propaganda, blev afskedigede. Et lovforslag mod forpagtertrusterne gennemførtes.
Marts 1909 trak Sturdza sig tilbage fra konseilspræsidiet og afløstes af den ligeledes liberale Bratianu. 2 år efter kom de konservative til magten med ministeriet Carp, der rekonstrueredes 1912 under Majorescu. Rumænien blandede sig ikke i Balkankrigene 1912—13, men på London-konferencen krævede det en grænseregulering ved Dobrudzha som pris for sin neutralitet. Bulgarien gav løfter desangående, men da det tøvede med at opfylde løfterne, rykkede rumænske tropper over grænsen efter udbruddet af krigen mellem Bulgarien og Serbien-Grækenland. Ved freden i Bukarest erhvervede Rumænien fra Bulgarien Silistria med videre.

## Rumænien under 1. verdenskrig
Ved 1. verdenskrigs udbrud proklamerede Rumænien sin neutralitet. Kort efter (oktober 1914) døde først Sturdza, der var en af de kraftigste støtter for en venskabspolitik over for Østrig-Ungarn, dernæst kong Carol. Kronen gik over til dennes nevø, Ferdinand, der var gift med den engelske prinsesse Marie. Blandt rumænerne, der stadig så hen til deres under det ungarske styre undertrykte landsmænd i Transsylvanien, voksede stemningen for en indgriben i krigen på Ententens side. Til disse ønsker sluttede sig også de af Take Jonescu ledede »demokratiske konservative«, mens sympatien for centralmagterne overvejende var at finde blandt de egentlige konservative. 1916 blev der truffet afgørende forberedelser til indtræden i krigen. Man traf overenskomst med Rusland om, hvilke dele af Østrig og Ungarn der efter sejren over centralmagterne skulle tilfalde Rumænien. Krigen blev besluttet i et kronråd 27. august, hvor kun Carp frarådede. Krigen erklæredes til forsvar for Rumæniens nationale interesser. Udfaldet af kampene blev uheldigt for Rumænien. Efter, at Bukarest var faldet i centralmagternes hænder, demissionerede Bratianu, men kongen formåede ham til at rekonstruere sit kabinet, blandt andet ved optagelsen af Jonescu. Hof og regering tog ophold i Jassy. Vanskelighederne forøgedes ved bolsjevikkernes overtagelse af magten i Rusland. Disse søgte af fremkalde revolution i Rumænien ved hjælp af de der stående russiske tropper; det kom endog til en kortvarig og resultatløs krig med Rusland. Med centralmagterne førtes fredsforhandlinger af en ny regering, der lededes af general Averescu. Ved fredstraktaten i Bukarest 7. maj 1918 afstod Rumænien det sydlige Dobrudzha til Bulgarien og en strimmel land på den rumænske side af Karpaterne til Ungarn og indrømmede centralmagterne vigtige økonomiske rettigheder. Forinden var Averescu blevet afløst af den tyskvenlige Marghiloman, og centralmagterne gik nu ind på, at Rumænien annekterede Bessarabien, hvis nationalforsamling havde vedtaget tilknytning til Rumænien. Parlamentsvalgene i juni foregik under forhold, der ikke kunne give nogen virkelig forestilling om de politiske stemninger. Ved Tysklands sammenbrud gik Marghiloman af og fik til efterfølger general Coanda. 10. november erklærede Rumænien Tyskland krig, men våbenstilstanden blev sluttet efter få timers forløb, og centralmagternes tropper måtte forlade Rumænien, hvor efter hof og regering vendte tilbage til Bukarest. Da det østrig-ungarske monarki faldt fra hinanden, krævede Transsylvanien og Bukovina optagelse i Rumænien, der desuden forlangte hele Temesvar-Banatet, et land, som også Jugoslavien gjorde krav på. Fredskonferencen delte Banatet, således at Jugoslavien fik det vestlige lavlandsdistrikt Torontal. Derefter kom Rumænien i konflikt med den kommunistiske regering i Ungarn. Rumænske tropper rykkede ind i Ungarn og besatte Budapest august 1919. De udsugelser, som fandt sted i Ungarn ved den lejlighed, medførte en friktion i Rumæniens forhold til de vestlige ententemagter. Da det ved fredstraktaten med Østrig bestemtes, at Folkeforbundet skulle have ret til at beskytte de nationale mindretal i Rumænien, nægtede de rumænske delegerede at underskrive. Bratianu, der igen havde været ved roret fra slutningen af 1918, gik nu af, og kabinettet Vaida-Voevod underskrev freden i St Germain.

## Rumænien i mellemkrigstiden
Ved parlamentsvalgene oktober 1919 trådte det transsylvanske nationalparti og det bessarabiske bondeparti ind som nye faktorer i det politiske spil. Kabinettet Vaida-Voevods parlamentariske stilling var usikker: det demissionerede i marts 1920 og afløstes af et ministerium Averescu, som, da det ikke kunne arbejde med parlamentet, opløste dette. Ved nyvalgene vandt Averescus parti stor fremgang. Take Jonescu blev udenrigsminister. 1921 gennemførtes en landreform med ekspropriering og udstykning af storgodser, og en finansreform, der byggede på en mere retfærdig fordeling af skattebyrden. Defensiv-alliancer sluttedes med Tjekkoslovakiet, Jugoslavien og Polen. Mod årets slutning afløste Jonescu Averescu som premierminister, men da et tillidsvotum blev forkastet i parlamentet januar 1922, gik Jonescu af. Bratianu dannede et liberalt kabinet, opløste kammeret og fik stort flertal ved valgene. Oppositionen klagede over valgterror, og modstanden mod den liberale regering blev særlig stærk i de nyvundne landsdele. Da kong Ferdinand 1922 under stor højtidelighed blev kronet i Alba Iulia i Transsylvanien, en begivenhed, der skulle symbolisere oprettelsen af den rumænske enhed, holdt de transsylvanske ledende politikere sig borte. Marts 1923 blev den ny forfatning for det samlede stor-Rumænien vedtaget af kamrene. Ved den indførtes et begrænset antal livsvarige medlemmer i senatet. Bratianu havde siden stadig holdt sig ved magten, men under bitre politiske kampe. I udenrigspolitikken fastholdtes den nære tilslutning til Tjekkoslovakiet og Jugoslavien (»Den lille Entente«) og venskabsforholdet til Polen, der over for aggressive tilbøjeligheder fra Ruslands side havde fælles interesser med Rumænien. 1922 ægtede prinsesse Maria af Rumænien kong Alexander af Jugoslavien.
Til de skarpe modsætninger mellem Rumæniens politiske partier kom 1925 pinlige dynastiske forhold. Den letlevende kronprins Carol måtte ved nytårstid 1926 fraskrive sig tronfølgen og forlade landet. Jonel Bratianus stilling var efterhånden bleven svækket. Han gik af, og general Averescu, lederen af folkepartiet, der ikke stod Bratianus politik fjernt, overtog dannelsen af det nye kabinet. Valgene maj 1926 faldt naturligvis ud til gunst for Averescu. Imidlertid blev forholdet til de liberale efterhånden mindre godt; man tilskrev også Averescu fascistiske tilbøjeligheder. Juni 1927 gik han af, og fyrst Stirbey dannede en samlingsregering, der et par uger efter afløstes af et nyt kabinet Jonel Bratianu. I juli døde kong Ferdinand, umiddelbart efter at nye valg havde bragt de liberale en stor sejr. Ekskronprins Carols 6-årige søn Michael blev konge. Et regentskab dannedes af prins Nicolaus (Carols yngre broder), den rumænske patriark og højesterets præsident. November 1927 døde Jonel Bratianu. Hans broder, den hidtil værende finansminister Vintila Bratianu, overtog ledelsen af regeringen og førte den videre i broderens ånd. Oppositionen, hvis ledende grupper var bondepartiet (tsaranisterne) og det transsilvanske nationalparti, gik hårdt i rette med de liberale for deres valglaveri, partidespotisme og »balkaniserings«-politik.
Bondepartiet satte foråret 1928 en stor protestdemonstration i scene i Alba Iulia. Noget umiddelbart resultat kom der ikke ud deraf. De økonomiske vanskeligheder voksede imidlertid. Bestræbelserne for ved hårdhændede nedskæringer og indskrænkninger at bringe lei’en i vejret truede med at kvæle næringslivet; en slet høst virkede yderligere deprimerende på de liberale, og november 1928, netop som et udenlandsk stabiliseringslån var ved at gå i orden, trådte kabinettet tilbage. Det nye kabinet dannedes af de førende oppositionspartier under ledelse af bondepartiets fører, Dr. Maniu. Nye parlamentsvalg, der siges at være foregået uden det traditionelle valgtryk, skaffede december 1928 bondepartiet og dets allierede et overvældende flertal.
I juni 1930 fandt uventede begivenheder sted. Prins Carol fløj i hemmelighed til Bukarest, hvor et kup var vel forberedt. Regering og parlament proklamerede ham som konge (Carol 2.); Manin demissionerede, men dannede på kongens opfordring et nyt kabinet.
Landbruget spillede fortsat en hovedrolle i det rumænske næringsliv. 1927 produceredes 3,7 mio. t majs, 2,6 mio. t hvede, 0,9 mio. t byg. Af sukkerroer produceredes 1926 1,3 mio. t. I Rumænien fandtes 1927 1,9 mio. heste, 4,8 mio. okser, 13,6 mio. får, 0,5 mio. geder, 3,2 mio. svin, 10.502 æsler. Af petroleum produceredes 1926 3,2 mio. t, af kul (1925) 2,6 mio. t. 1926 havde indførslen en værdi af 37.156 mio. lei, udførselens værdi var 38.223 mio. lei, især korn (14.090 mio. lei), petroleum (9.481 mio. lei), træ og trævarer (5.899 mio. lei), levende kvæg (3.070 mio. lei), dyriske fødemidler (1674 mio. lei), mel og frø (1.493 mill. lei).
Det er to klare perioder i rumænsk historie i tiden efter 1. verdenskrig. Fra 1918 til 1938 var Rumænien et liberalt konstitutionelt monarki, hvor der efterhånden fremvoksede nationalistiske, antisemitiske partier, specielt den fascistiske jerngarden. Disse vandt omtrent 15% af stemmerne i parlamentsvalgene i 1937. Fra 1938 til 1944 omdannedes Rumænien til et diktatur. Den første diktator var kong Carol 2. som afskaffede det parlamentariske regime og styrede sammen med sine camarilla.
I 1939 undertegnede Tyskland og Sovjetunionen Molotov-Ribbentrop-pagten, som blandt andet udnævnte Bessarabien som sovjetisk «interesseområde». Efter store territoriale tab i 1940 blev kongen tvunget til at abdicere og blev erstattet på tronen af sin søn Mihail. Magten lå imidlertid hos den militære diktator Ion Antonescu (oprindelig i samarbejde med jerngarden). I august 1944 blev Antonescu arresteret af Mihail 1.

## 2. verdenskrig
I løbet af 2. verdenskrig forsøgte Rumænien igen at holde sig neutral, men den 28. juni 1940 stillede Sovjetunionen et ultimatum med en slet skjult trussel om invasion, hvis ikke Rumænien efterkom de sovjetiske krav. Under pres fra Moskva og Berlin blev de rumænske myndigheder og hæren tvunget til trække sig ud af Bessarabien og det nordlige Bukovina for at undgå krig.  Dette, kombineret med andre faktorer, påvirkede Rumænien til at slutte sig til Aksemagterne. Der efter blev det sydlige Dobruja overgivet til Bulgarien, mens Ungarn modtog det nordlige Transilvanien. Dette var efter stærkt pres fra Tyskland og de andre aksemagter. To tredjedele af Bessarabien blev slået sammen med en mindre del af Ukraine for at danne Den moldaviske socialistiske sovjetrepublik. Det nordlige Bukovina og Budjak gik ind i Den ukrainske socialistiske sovjetrepublik.
Da Carols mislykkede diplomatiske manøvre havde ført til et stort tab af landområder, greb hæren og general Ion Antonescu ind og foretog et statskup. Carol måtte derfor abdicere. I fire måneder (perioden som i Rumænien kaldtes for Den nationale legionærstat) delte Antonescu magten med Jerngarden, men disse gabte over for meget i januar 1941 og mistede deres indflydelse. Efter, at Jerngarden dræbte 125 jøder og senere 30 soldater i en konfrontation, blev Jerngarden forbudt og 9.000 af dens medlemmer blev arresterede.
Rumænien gik ind i krigen i juni 1941. Målet med krigen mod Sovjetunionen var at generobre Bessarabien og det nordlige Bukovina. For krigsdeltagelsen belønnede Tyskland Rumænien med området mellem floden Dnestr og det nordlige Bukovina, kaldet «Transnistrien». Rumænien var Tysklands vigtigste leverandør af olie, hvilket førte til utallige bombetogter fra de Allierede for at hindre eller stoppe forsyningerne.
Antonescus regime fulgte i en mindre grad den nazistiske fremgangsmåde med undertrykkelse, forfølgelse og massakre af jøder og sigøjnere, hovedsagelig i de østlige områder, som Rumænien tog tilbage eller okkuperede fra Sovjetunionen (Transnistria) og i Moldavien. I henhold til en international kommissionsrapport, som blev offentliggjort af den rumænske regering i 2004, var Antonescus fascistiske regering ansvarlig for mord i forskellige grad og deportation til koncentrationslejre samt henrettelser foretaget af den rumænske hær, politi og tyske Einsatzgrupper, på mellem 280.000 til 380.000 jøder i Rumænien og i krigszonerne i Bessarabien, Bukovina og Transnistrien.
I august 1944 blev Antonescu væltet og arresteret af kong Mikael 1. af Rumænien. Samtidig skiftede Rumænien side i krigen og gik sammen med de Allierede, men landets rolle i sejren over Nazi-Tyskland blev ikke anerkendt ved Paristraktaterne (1947). Rumænien led svære tab efter at have kæmpet mod den tyske hær i Ungarn og Tjekkoslovakiet, og ved krigens slutning havde Rumænien mistet omkring 300.000 mand.
Paristraktaterne bestemte, at det nordlige Transilvanien skulle gives tilbage til Rumænien efter at have haft selvstyre i flere år. Bessarabien, det nordlige Bukovina og det sydlige Dobruja blev imidlertid ikke givet tilbage. Moldavien forblev en republik i Sovjetunionen indtil 1991, da Minsk-aftalen omdannede landet til Republikken Moldova.
Med den røde hær fortsat stationeret i landet var det Sovjetunionen, som havde den reelle magt. Dette gjorde, at de rumænske kommunister og deres allierede fik 80 % af stemmerne i et regeringsvalg, hvilket de opnåede ved hjælp af en kombination af valgsvindel, fjernelse af stemmer og tvungen sammenlægning med konkurrerende partier. Dette gjorde, at kommunisterne etablerede sig som den dominerende magt i Rumænien.

## Kommunistperioden
Rumænien erklærede sig som republik, da kong Mikael 1. blev tvunget til at afgå og forlade landet. Rumænien forblev under direkte militær og økonomisk kontrol af Sovjetunionen indtil slutningen af 1950'erne. I løbet af denne periode blev landets ressourcer systematisk tappet af «SovRom»-aftaler: blandede sovjet-rumænske selskaber, som blev etableret for at skjule det, som i praksis var en regelret sovjetisk plyndring af Rumænien. Lederen af Rumænien fra 1948 og frem til han døde i 1965 var Gheorghe Gheorghiu-Dej, førstesekretær i det rumænske kommunistparti.
Efter forhandlinger trak de sovjetiske tropper sig ud i 1958. Rumænien, under det nye lederskab af Nicolae Ceauşescu, begyndte gradvist at føre en uafhængig politik, således en misbilligelse af den sovjetisk-ledede invasion af Tjekkoslovakiet i 1968 (Rumænien var det eneste land blandt Warszawapagtens medlemmer, som ikke deltog); desuden at Rumænien fortsatte med at have diplomatiske forbindelser med Israel efter Seksdageskrigen i 1967 (igen som eneste land i Warszawapagten) og etableringen af økonomiske (1963) og diplomatiske (1967) forbindelser med Vest-Tyskland.
Rumænien knyttede også bånd til de arabiske lande (og til PLO), hvilket førte til, at Rumænien spillede en nøglerolle i fredsforhandlingerne Israel-Egypten og Israel-PLO ved at formidle Anwar Sadats besøg i Israel. Efter, at Rumæniens udenlandsgæld voksede kraftigt mellem 1977 og 1981 (fra 3 til 10 milliarder amerikanske dollar), voksede indflydelsen fra internationale finansorganisationer som Den internationale valutafond og Verdensbanken, hvilket kom i konflikt med Ceauşescus egenrådige og despotiske politik. Ceauşescu satte til sidst i gang et projekt med fuldstændig tilbagebetaling af udenlandsgælden (fuldført i 1989, kort tid før han blev styrtet). For at opnå dette mål indførte han en politik, som udarmede rumænerne og udmattede den rumænske økonomi. Han øgede undertrykkelsen med en udstrakt overvågning og fremmede en personkult om sig selv. Samlet førte dette til en dramatisk svækkelse af Ceauşescus popularitet, hvilket endte med, at han blev styrtet og henrettet under den rumænske revolution i 1989.
Forført af Ceauşescus "uafhængige" udenrigspolitik reagerede de vestlige ledere trægt mod det rumænske regime, som i slutningen af 1970'erne var blevet stadigt mere ustadig og tyrannisk. Rask økonomisk vækst i udenlandsgælden gjorde at der gradvis blev større modstand mod diktaturet. Regimet svarede med en øgende politisk undertrykkelse i løbet af 1980'erne. I perioden 1947-1962 var mange rumænere blevet vilkårligt fængslet eller dræbt af blandt andet politiske og økonomiske grunde: uretmæssigt fængslet, forvist, sat i husarrest og interneret på anden vis. Der var talløse misligheder, tortur, og drab mod en stor gruppe mennesker, fra politiske modstandere til helt ordinære mennesker. Mellem 60.000 og 80.000 politiske fanger blev spærret inde som psykisk syge og også i enkelte tilfælde behandlet på sadistisk vis af regimets læger. Tilsammen er det beregnet, at to millioner mennesker blev direkte ofre for den kommunistiske undertrykkelse.

## Den rumænske revolution i 1989
Revolutionen i 1989 førte til mere end 1.000 døde i Timişoara og Bucuresti, men Ceauşescu blev væltet og kommunistregimet blev bragt til ophør. Efter en ugelang uro i Timişoara blev der sammenkaldt en massemønstring til støtte for Ceauşescu i Bucuresti den 21. december 1989, men den ændret snart karakter og blev fjendtlig mod regimet og gik over i kaotiske tilstande. Diktator Ceauşescu magtede ikke at kontrollere mængden og tog tilflugt i bygningen, hvor han blev resten af dagen. Den næste dag var der oprør i byen og befolkningen konfronterede politiet og militæret på barrikaderne. Ubevæbnede havde de ingen chance mod militærapparatet, som arresterede hundredevis, men oprøret spredte sig til andre rumænske byer. Den 22. december forsøgte Ceauşescu at tale til befolkningen påny, men deres raseri fik dem til at storme bygningen. Ægteparret Ceauşescu flygtede fra Bucuresti i helikopter, men endte i hærens varetægt. Efter at være blevet tiltalt og dømt ved en skinproces af en retssag for folkemord blev ægteparret Ceauşescu henrettet den 25. december 1989. Hvad, som skete i denne revolution, har skabt en debat, som fortsat pågår, og der er blevet fremsat en række teorier om motiverne og selv handlingerne hos de mest involverede.
Ion Iliescu, en tidligere funktionær i kommunistpartiet, som var blevet marginaliseret af Ceauşescu, fik national anerkendelse som leder af en impromptu regeringskoalition, Den nationale redningsfront (FSN) som den 22. december 1989 proklamerede, at demokratiet og borgerlige rettigheder var blevet genindført. Kommunistpartiet blev oprindelig forbudt af Ion Iliescu, men han trak siden denne beslutning tilbage, og kommunismen er således ikke forbudt i Rumænien. Ceauşescus mest upopulære politik, som forbud mod abort og prævention, var blandt de første love, som blev ændrede efter revolutionen .

## Rumænien efter 1989
Efter Ceauşescu kom flere partier fra før 2. verdenskrig tilbage på banen, eksempelvis Det nationale kristendemokratiske bondeparti (PNŢCD), Det national-liberale parti (PNL), og Det rumænske socialdemokratiske parti (PSDR) blev genoprettet. Ved præsident- og parlamentsvalg, som blev holdt den 20. maj 1990, fik Iliescu 85 % af stemmerne og Petre Roman, en universitetsprofessor med stærke rødder i kommunistpartiet, blev valgt til statsminister. Regeringen indledte moderate markedsreformer.
I april 1990 opstod en fredelig demonstration, som bestred valgresultatet og anklagede FSN for at bestå af gamle kommunister og medlemmer af Securitate. Protesten voksede i omfang til en massedemonstration, og blev der efter voldelig. Efter, at politiet ikke magtede at genskabe orden, tilkaldte Ion Iliescu «mænd med gode viljer» til at komme og forsvare statsinstitutionerne i Bucuresti. Kulminearbejdere fra Jiudalen svarede og kom til Bucuresti den 14. juni. Deres voldelig indblanding er blevet husket som «Juni 1990 Mineriad».
Petre Romans regering faldt i slutningen af september 1991, da minearbejderne påny kom tilbage til Bucuresti og krævede højere lønninger. En teknokrat, Theodor Stolojan, blev udpeget til at lede en midlertidig regering, indtil nye valg kunne holdes. I december 1991 blev en ny forfatning skrevet og der efter indført efter et valg, men fik international kritik gående ud på, at regeringen havde manipuleret befolkningen og også bedrevet ren svindel og valgfusk. Da konstitutionen blev revideret i oktober 2003, blev den igen behæftet med anklager om svindel af internationale observatører. Revitionen udvidede præsidentmandatet til gælde i fem i stedet for fire år, og garanterede beskyttelse af privat ejendom. I marts 1992 blev FSN delt i to grupper: Den demokratisk-nationale front (FDSN), ledet af Ion Iliescu, og Det demokratiske parti (PD), ledet af Petre Roman. Iliescu vandt præsidentvalget i september 1992 med klar margin, og hans FDSN vandt parlamentsvalg, som blev holdt samtidig. Med støtte fra flere andre partier blev en ny regering dannet i november 1992 under statsminister Nicolae Văcăroiu, en økonom og tidligere funktionær fra kommunistpartiet. I juli 1993 ændrede FDSN navn til Parti for socialdemokrati i Rumænien (PDSR) og styrede Rumænien frem til 1996 via ulige koalitioner og regeringer med Ion Iliescu som leder. Siden da har der været flere skifter af regeringer.
Ved valgene til præsident og parlament den 28. november 2004 var det ikke noget parti, som formåede at sikre flertal, men samarbejdskandidaten for PNL og PD, Traian Băsescu, vandt anden runde den 12. december 2004 med 51 % af stemmerne og blev således den tredje præsident i Rumænien efter revolutionen.

## Medlemskab i EU og NATO
Rumænien udviklede tættere bånd til Vesteuropa i tiden efter 1989, og blev medlem af NATO i 2004. Landet søgte i juni 1993 for medlemskab i EU og blev associeret medlem i 1995, og fuldt medlem den 1. januar 2007 sammen med Bulgarien.
Som en følge af loven om bevægelsesfrihed over landegrænserne og som en følge af den økonomiske depression i 1990'erne havde Rumænien en voksende udvandring. De vigtigste mål for udvandring har været Spanien, Italien, Tyskland, Østrig, Storbritannien, Canada og USA.